# Diploglena dippenaarae
Espèce
Diploglena dippenaarae est une espèce d'araignées aranéomorphes de la famille des Caponiidae.

## Distribution
Cette espèce est endémique du Cap-Occidental en Afrique du Sud,.

## Description
Diploglena dippenaarae compte deux yeux.
Les mâles mesurent de 4,70 à 6,20 mm et les femelles de 5,95 à 6,30 mm.

## Étymologie
Cette espèce est nommée en l'honneur d'Ansie S. Dippenaar-Schoeman.

## Publication originale
- Haddad, 2015 : A revision of the southern African two-eyed spider genus Diploglena (Araneae: Caponiidae). African Invertebrates, vol. 56, no 2, p. 343-363.